# ロバート・ダニエルズ
ロバート・ダニエルズ（Robert Daniels、1968年8月30日 - ）は、アメリカ合衆国の男性プロボクサー。フロリダ州マイアミ出身。元WBA世界クルーザー級王者。

## 来歴
1984年3月4日、プロデビュー。
1989年11月27日、WBA世界クルーザー級王座決定戦でドワイト・ムハマド・カウィ（ドワイト・ブラックストン）と対戦し、2-1の判定勝ち。21歳で王座を獲得した。同王座は2度の防衛に成功した。
1991年3月8日、3度目の防衛戦でボビー・チェズと対戦し、1-2の判定負けで王座から陥落した。
その後も、1997年までクルーザー級とヘビー級で現役を続けた。

## 獲得タイトル
- WBA世界クルーザー級王座
- IBA世界クルーザー級王座
- IBO世界クルーザー級王座
- WBF世界クルーザー級王座
- IBA世界スーパークルーザー級王座